# 충현사
충현사는 충청북도 청주시 상당구에 있다. 2015년 4월 17일 청주시의 향토유적 제35호로 지정되었다.

## 개요
1784년 송시영의 위패를 봉안하기 위해 세운 사당이다.